# ژردی گالسران
ژُردی گالسران (کاتالونیایی: Jordi Galceran; تلفظ کاتالان: [ˈʒɔɾði ɣəlsəˈɾan]؛ ‏ ‏ ۵ مارس ۱۹۶۴) نمایشنامه‌نویس، فیلم‌نامه‌نویس و مترجم اهل اسپانیا بود. وی بیشتر به زبان کاتالان می‌نویسد.
از فیلم‌هایی که وی در آن‌ها نقش داشته‌است، می‌توان به روش اشاره نمود.